# ويليام تيريل
ويليام تيريل هو سياسي أمريكي، ولد في 1788 في مقاطعة فيرفاكس في الولايات المتحدة، وتوفي في 4 يوليو 1855 في جورجيا في الولايات المتحدة. انتخب عضو مجلس نواب جورجيا ‏ وانتخب عضو مجلس النواب الأمريكي ‏.